# Quinta Normal
Quinta Normal est une commune du Chili située dans la province et la région métropolitaine de Santiago.

## Géographie

### Situation

Localisation de Quinta Normal (en rouge) au sein de l'agglomération de Santiago.

La commune s'étend sur 12,4 km2 dans l'ouest de l'agglomération de Santiago.

## Histoire
Une exposition internationale se déroule dans le parc de cette commune du 16 septembre 1875 au 16 janvier 1876 pour présenter au public les dernières avancées scientifiques et technologiques mondiales.
La commune est fondée le 6 octobre 1915 en vertu d'une décision du président Ramón Barros, à partir de la localité rurale de Blanqueado, au sein de l'ancien département de Santiago. Son nom vient de la Quinta Normal de Agricultura, une école d'agriculture créée par le naturaliste français Claude Gay en 1842.

## Politique et administration
La commune est dirigée par un maire et huit conseillers élus pour un mandat de quatre ans. Les dernières élections ont eu lieu les 26 et 27 octobre 2024.
| Période                                  | Période         | Identité                | Étiquette | Qualité |
| ---------------------------------------- | --------------- | ----------------------- | --------- | ------- |
| Les données manquantes sont à compléter. |                 |                         |           |         |
| 2003                                     | 6 décembre 2012 | Manuel Fernández Araya  | DC        |         |
| 6 décembre 2012                          | 28 juin 2021    | Carmen Gloria Fernández | DC        |         |
| 28 juin 2021                             | En cours        | Karina Delfino          | PSC       |         |

## Transports
La commune est desservie par les stations Gruta de Lourdes et Blanqueado de la ligne 5 du métro de Santiago,  ainsi que par le réseau d'autobus Red de l'agglomération de Santiago.